# Mitterteich
Mitterteich is een gemeente in de Duitse deelstaat Beieren, gelegen in het Landkreis Tirschenreuth. De stad telt 6.495 inwoners. 
In 1886 richtte Ludwig Lindner er een porseleinfabriek op. Nu draagt dit bedrijf de naam Porzellanfabrik Mitterteich AG. Het porseleinmerk Mitterteich is internationaal bekend voor zijn hotelporselein. Sinds 1932 draagt Tirschenreuth de titel stad. In Mitterteich bevindt zich een tussentijdse opslagplaats voor laag en middelmatig radioactief afval.

## Geografie
Mitterteich heeft een oppervlakte van 39,35 km² en ligt in het zuiden van Duitsland, op 10 km ten noordwesten van Tirschenreuth en dicht bij de grens met Tsjechië.
Bad Neualbenreuth ·
Bärnau ·
Brand ·
Ebnath ·
Erbendorf ·
Falkenberg ·
Friedenfels ·
Fuchsmühl ·
Immenreuth ·
Kastl ·
Kemnath ·
Konnersreuth ·
Krummennaab ·
Kulmain ·
Leonberg ·
Mähring ·
Mitterteich ·
Neusorg ·
Pechbrunn ·
Plößberg ·
Pullenreuth ·
Reuth bei Erbendorf ·
Tirschenreuth ·
Waldershof ·
Waldsassen ·
Wiesau